# أناندا ديفي
أناندا ديفي (بالإنجليزية: Ananda Devi)‏ (23 مارس 1957 في موريشيوس)؛ شاعرة، كاتِبة وروائية موريشيوسية.